# Max Bodenheimer
Max Isidor Bodenheimer, hebr. מקס בודנהיימר (ur. 12 marca 1865 w Stuttgarcie, zm. 19 lipca 1940 w Jerozolimie) – niemiecki prawnik pochodzenia żydowskiego, jeden z liderów ruchu syjonistycznego.

## Życiorys

### Dzieciństwo i młodość
Urodził się 12 marca 1865 roku w Stuttgarcie w Związku Niemieckim, w zasymilowanej rodzinie żydowskiej. W latach 1884−1889 studiował na Uniwersytecie w Tybindze, Uniwersytecie w Strasburgu, Uniwersytecie w Berlinie i Uniwersytecie we Fryburgu.

### Działalność syjonistyczna
Po ukończeniu studiów przeniósł się do Kolonii, gdzie rozpoczął praktykę prawniczą. Pomimo asymilacyjnego wychowania Bodenheimer zainteresował się kwestią żydowską. Bardzo wcześnie doszedł do wniosku, że Żydzi są narodem i jedynym sposobem rozwiązania problemu żydowskiego jest emigracja do Ziemi Izraela. Szczególnym współczuciem i troską darzył rosyjskich Żydów, którzy cierpieli dużo cięższe prześladowania niż Żydzi niemieccy. Angażując się we wczesną działalność syjonistyczną, wstąpił do organizacji Chowewej Syjon. W marcu 1891 roku w hebrajskim tygodniku Die Menora opublikował w Hamburgu swój pierwszy artykuł zatytułowany Czy rosyjscy Żydzi są narodem? (niem. Sind die eine Nation russischen Juden?). W tym samym roku napisał broszurkę Co zrobić z rosyjskimi Żydami − Syria jako schronienie dla rosyjskich Żydów? (niem. Wohin mit den russischen Juden / Syrien ein Zufluchtsort der Juden russischen?). We wrześniu 1891 roku wystosował odezwę do stworzenia światowej organizacji Chowewej Syjon (Syjoniści z wszystkich krajów łączcie się!, niem. Aller Länder Zionisten Euch vereinigt!). W tym celu nawiązał kontakty z grupami Chowewej Syjon w Berlinie, Wiedniu, Londynie i Paryżu. W lutym 1892 roku poznał Dawida Wolffsohna. Wspólnie założyli w 1893 roku Stowarzyszenie Kolonizacyjne na rzecz promocji rolnictwa i rzemiosła w Palestynie (niem. Kölner Verein zur Förderung von Ackerbau und Handwerk in Palästina). Rok później założyli Syjonistyczne Stowarzyszenie Niemiec (niem. Zionistische Vereinigung für Deutschland). W 1896 roku poślubił Rosę Dalberg, z którą miał troje dzieci.
Gdy w lutym 1896 roku Theodor Herzl opublikował swoją słynną książkę Państwo żydowskie (niem. Der Judenstaat), Bodenheimer rozpoczął z nim korespondencję, i bardzo szybko dołączył do nowo tworzonego ruchu syjonistycznego. W sierpniu 1897 roku wziął udział w Pierwszym Kongresie Syjonistycznym w Bazylei. Bodenheimer został wybrany członkiem Komitetu Wykonawczego, który przygotował tekst „programu bazylejskiego”. Funkcję tę pełnił do 1921 roku. W październiku 1897 roku Bodenheimer został członkiem delegacji syjonistycznej (Theodor Herzl, Józef Seidener, Joseph Schnirer, David Wolffsohn i Max Bodenheimer), która udała się pociągiem Orient Express do Konstantynopola. 18 października w Konstantynopolu miała miejsce pierwsza audiencja Herzla u cesarza Wilhelma II. Następnie delegacja syjonistyczna popłynęła statkiem do Palestyny, gdzie odwiedziła Jafę, Mikwe Jisra’el, Riszon le-Cijjon, Nes Cijjona i Rechowot. Gdy w 1899 roku Światowa Organizacja Syjonistyczna utworzyła Żydowski Trust Kolonialny, Bodenheimer został członkiem jej rady (obowiązki te pełnił do końca życia). W 1901 roku przyczynił się do uchwalenia przez Piąty Kongres Syjonistyczny Statutu Światowej Organizacji Syjonistycznej (niem. Organisationsstatut).
Bodenheimer był także niemieckim patriotą. Cesarz Wilhelm II zwrócił się do niego w 1902 roku z propozycją utworzenia Federacji Wschodnioeuropejskiej (Polska, Litwa i inne). W owym czasie niemiecka polityka wschodnia starała się oderwać te ziemie spod panowania Rosji, dzięki czemu zmniejszyłoby się rosyjskie zagrożenie dla wschodnich granic Niemiec. Bodenheimer stał się zwolennikiem tej koncepcji, i starał się przekonać niemiecki rząd, że Żydzi w sposób naturalny są spowinowaceni z Niemcami, gdyż Żydzi aszkenazyjscy posługiwali się językiem jidysz. Do pewnego stopnia było to prawdą.
Po śmierci Theodora Herzla w 1904 roku, pozycja Bodenheimer w ruchu syjonistycznym zaczęła maleć. W 1912 roku po raz drugi odwiedził Palestynę. Gdy w 1914 roku wybuchła I wojna światowa, Bodenheimer przeniósł centralę Żydowskiego Funduszu Narodowego do Hagi (Holandia była państwem neutralnym w wojnie). W listopadzie 1914 roku zrezygnował ze stanowiska prezesa zarządu dyrektorów Żydowskiego Funduszu Narodowego. W tym samym roku był jednym z założycieli niemieckiego Komitetu Uwolnienia rosyjskich Żydów (niem. Komitee zur Befreiung der Juden russischen). Starał się działać na rzecz poprawy sytuacji ludności żydowskiej na wschodnich terenach okupowanych przez wojska niemieckie. Po wojnie, w 1926 roku odwiedził Brytyjski Mandat Palestyny. Bodenheimer był rozczarowany polityką Chaima Weizmana i związał się z Zeewem Żabotyńskim (Syjonizm rewizjonistyczny. Jednak, gdy w 1933 roku rewizjoniści odłączyli się od ruchu syjonistycznego, Bodenheimer opuścił ich. Gdy w 1933 roku naziści przejęli władzę w Republice Weimarskiej, Bodenheimer wyemigrował do Holandii i zamieszkał w Amsterdamie. W marcu 1936 roku wyjechał do Palestyny, gdzie mieszkał w Jerozolimie poświęcając czas na pisanie wspomnień.
Zmarł 19 lipca 1940 roku w Jerozolimie i został pochowany na cmentarzu na Górze Oliwnej.

## Znaczenie
Max Bodenheimer wywarł bardzo duży wpływ na kształt nowoczesnego ruchu syjonistycznego. Przez wiele lat zajmował ważne stanowiska w organizacjach syjonistycznych, opracowując m.in. ich statuty.